# Alectrias mutsuensis
Alectrias mutsuensis är en fiskart som beskrevs av Shiogaki, 1985. Alectrias mutsuensis ingår i släktet Alectrias och familjen taggryggade fiskar. Inga underarter finns listade i Catalogue of Life.